# Daphnée Azoulay
Pour les articles homonymes, voir Azoulay.
Daphnée Azoulay est une poétesse québécoise née en 1983.

## Œuvres
- Tout près de la nuit, poésie, éditions Les Herbes rouges, Montréal, 2005, 43 p.,  (ISBN 9782894192498).
- Marbre, poésie, éditions Les Herbes rouges, Montréal, 2015, 54 p.,  (ISBN 9782894194447).
- Le pays volant, poésie, éditions Les Herbes rouges, Montréal, 2018, 57 p.,  (ISBN 9782894196366).